# Powiat Aki
Powiat Aki (jap. 安芸郡 Aki-gun) – powiat w Japonii, w prefekturze Kōchi. W 2024 roku liczył 14 790 mieszkańców.

## Miejscowości
- Geisei
- Kitagawa
- Nahari
- Tano
- Tōyō
- Umaji
- Yasuda